# جويل حاتم
جويل حاتم هي عارضة أزياء لبنانية برازيلية، ولدت في يوم 2 فبراير 1979 في مدينة شارلستون في كارولينا الجنوبية في الولايات المتحدة لأب لبناني وأم برازيلية، بدأت العمل كعارضة أزياء في سن ال18، وتزوجت من المغني اللبناني جورج الراسي في 2014 وأنجبت منه ابن إسمه جوي وانفصلا بعد سنة، جويل حاتم هي حالياً إحدى أشهر عارضات الأزياء بين اللبنانيين والعرب، وقد اشتهرت بصورها الجريئة والتي فيها تعري كبير، وهي تتقن التحدث باللغات العربية والإنجليزية والبرتغالية والفرنسية جيداً.

## وصلات خارجية
- جويل حاتم على موقع IMDb (الإنجليزية)